# 迪米塔尔·库姆切夫
迪米塔尔·安格洛夫·库姆切夫（1980年4月20日—）是保加利亚自由式摔跤运动员。他参加了2016年夏季奥运会男子自由式125公斤级比赛，在32强赛中被格诺·彼得里阿什维利淘汰。